# Hesperophylax alaskensis
Hesperophylax alaskensis är en nattsländeart som först beskrevs av Banks 1908.  Hesperophylax alaskensis ingår i släktet Hesperophylax och familjen husmasknattsländor. Inga underarter finns listade i Catalogue of Life.